# Stögersbach (Gemeinde Schwarzenau)
Stögersbach ist eine Ortschaft und eine Katastralgemeinde der Gemeinde Schwarzenau im Bezirk Zwettl in Niederösterreich.

## Geschichte
Laut Adressbuch von Österreich waren im Jahr 1938 in der Ortsgemeinde Stögersbach zwei Gastwirte, zwei Gemischtwarenhändler, eine Mühle, ein Schmied, ein Tischler, ein Viehhändler und mehrere Landwirte ansässig.

## Siedlungsentwicklung
Zum Jahreswechsel 1979/1980 befanden sich in der Katastralgemeinde Stögersbach insgesamt 69 Bauflächen mit 39.924 m² und 59 Gärten auf 31.937 m², 1989/1990 gab es 78 Bauflächen. 1999/2000 war die Zahl der Bauflächen auf 218 angewachsen und 2009/2010 bestanden 93 Gebäude auf 218 Bauflächen.

## Bodennutzung
Die Katastralgemeinde ist landwirtschaftlich geprägt. 418 Hektar wurden zum Jahreswechsel 1979/1980 landwirtschaftlich genutzt und 110 Hektar waren forstwirtschaftlich geführte Waldflächen. 1999/2000 wurde auf 408 Hektar Landwirtschaft betrieben und 119 Hektar waren als forstwirtschaftlich genutzte Flächen ausgewiesen. Ende 2018 waren 405 Hektar als landwirtschaftliche Flächen genutzt und Forstwirtschaft wurde auf 119 Hektar betrieben. Die durchschnittliche Bodenklimazahl von Stögersbach beträgt 30,7 (Stand 2010).

## Persönlichkeiten
- Ignaz Dienstl (1883–1948), Landwirt, Politiker und Abgeordneter zum Landtag
- Johann Böhm (1886–1959),  österreichischer Gewerkschaftsfunktionär und Politiker (SPÖ), wurde hier geboren